# Perlesta golconda
Perlesta golconda är en bäcksländeart som beskrevs av Dewalt och Bill P.Stark 1998. Perlesta golconda ingår i släktet Perlesta och familjen jättebäcksländor. Inga underarter finns listade i Catalogue of Life.